# Bathygobius albopunctatus
Bathygobius albopunctatus és una espècie de peix de la família dels gòbids i de l'ordre dels perciformes.

## Morfologia
Els mascles poden assolir els 12 cm de longitud total.

## Distribució geogràfica
Es troba des d'Inhaca (Moçambic) fins a Transkei (Sud-àfrica).